# Hertigen önskar nattkvarter
Hertigen önskar nattkvarter (franska: La Kermesse héroïque) är en fransk komedifilm från 1935, regisserad av Jacques Feyder.